# Manuel Baumbach
Manuel Baumbach (* 8. Januar 1970 in Münster) ist ein deutscher Altphilologe.
Er studierte nach dem Abitur in Rheine (Gymnasium Dionysianum 1989) zunächst Englisch, Latein und Philosophie an der Universität Innsbruck (1990–1991), wechselte aber 1991 nach Heidelberg für ein Studium der Klassischen Philologie. Von 1992 bis 1993 studierte er am Christ’s College der University of Cambridge. Anschließend setzte er sein Studium in Heidelberg fort und schloss es 1997 mit der Promotion zum Thema Lukian in Deutschland. Eine forschungs- und rezeptionsgeschichtliche Analyse vom Humanismus bis zur Gegenwart bei Glenn W. Most ab.
Von 1997 bis 2004 war er Wissenschaftlicher Assistent in Heidelberg, 2001/2002 ging er als Junior Fellow an das Center for Hellenic Studies der Harvard University. Im Juni 2005 habilitierte er sich an der Universität Gießen für Klassische Philologie. Von März 2005 bis September 2009 vertrat er als Gastprofessor den Lehrstuhl für Gräzistik an der Universität Zürich. Im Oktober 2009 folgte Manuel Baumbach einem Ruf an die Ruhr-Universität Bochum als Nachfolger von Bernd Effe.